# Лас-Вегас Квиксилверс
«Лас-Вегас Квиксилверс» — бывшая футбольная команда, базировавшаяся в Лас-Вегасе, штат Невада, играла в NASL. Они играли только один сезон 1977 года. Их домашней ареной был «Сэм Бойд Стэдиум». В 1977 году средняя посещаемость матчей команды составила 7092 зрителя.
Эйсебио играл за «Квиксилверс» в 1977 году, но ему удалось забить только 2 гола в 17 играх. Вольфганг Зюнхольц также играл за «Квиксилверс» и был назван лучшей звездой NASL.
До Лас-Вегаса, франшиза была известна как «Балтимор Кометс» и «Сан-Диего Джоз». После того, как команда переехала в Сан-Диего, она стала называться «Сан-Диего Сокерз».

## Известные игроки

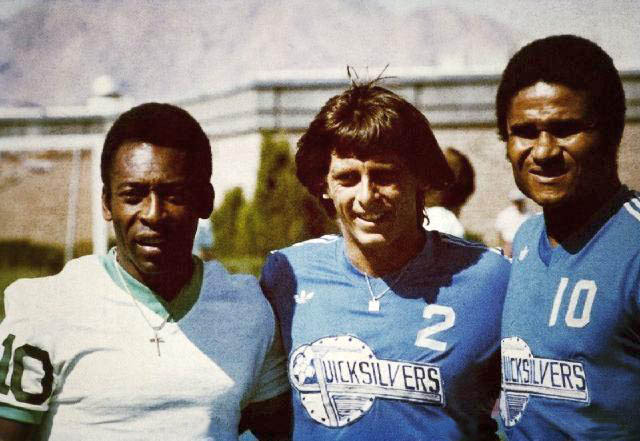
Пеле (первый слева) с игроками «Квиксилверс» Брайаном Джоем и Эйсебио (1977 год)

- Эйсебио
- Вольфганг Зюнхольц